# ما ويليانغ
ما ويليانغ (بالصينية: 马为良؛ بالحروف اللاتينية: Mǎ Wéiliáng؛ توفي 29 يونيو 1940م) سياسي وعسكري مسلم صيني من قومية الدونغشيانغ، وأحد أبرز القادة المحليين في مقاطعة قانسو خلال حقبة جمهورية الصين، عُرف بلقبه مِيشانْ (眉山). برز في النصف الأول من القرن العشرين بصفته قائدًا عسكريًا، ومفتشًا إداريًا، ومساهمًا في تطوير التعليم الحديث في منطقة لينشيا وما جاورها.

## نسبه
بهاء الدين (马为良) بن كمال الدين (马禄) بن محمد (马福) بن تشيسيلافو (马掌教) التشيسلافي.

## نشأته
وُلد ما ويليانغ عام 1878م في قرية تشيتان 池滩沟، المعروفة تاريخيًا باسم تشيسيلافو 赤孜拉妩، ضمن منطقة فينغ شان شيانغ 风山乡 في جنوب شرق مقاطعة دونغشيانغ 东乡 (حاليًا ضمن محافظة قانسو). ينتمي إلى قومية الدونغشيانغ المسلمة، ونشأ في بيئة جبلية ريفية.

## حياته العسكرية
بدأ حياته جنديًا بسيطًا (哨兵) في قوات القائد المسلم الشهير ما آنليانغ، وانتقل لاحقًا إلى البحرية تحت قيادة ما تشي (马麒)، وبفضل التزامه وانضباطه ترقّى تدريجيًا حتى أصبح قائد لواء (旅长)، وقاد القوات المتمركزة في مضيق شيانغتانغ بمقاطعة تشينغهاي.
في عام 1928م عُيّن نائبًا لقائد الفرقة التاسعة المؤقتة، وفي العام التالي (1929م) عيّنته حكومة مقاطعة قانسو قائدًا لحامية لينشيا (临夏警备司令).
وفي عام 1937 عُيّن مفوضا خاصا للمنطقة الإدارية الخامسة في قانسو، ثم قائد الأمن للمنطقة الإدارية الخامسة في قانسو.
وفي عام 1939م -في أوج الحرب الصينية–اليابانية- قام بتجنيد نحو 300 شاب مسلم من لينشيا ودونغشيانغ للمشاركة في الجبهة بقيادة القائدين ما بياو (马彪) وما بينغتشونغ (马秉忠)، لمقاومة الغزو الياباني.

## دوره في التعليم
يُعتبر ما ويليانغ من أوائل الشخصيات المسلمة في قانسو التي ربطت العمل السياسي والعسكري بتطوير التعليم:
عام 1930م، بادر إلى تحويل "جمعية ترقية التعليم الإسلامي في خهوانغ" إلى جمعية ترقية التعليم في لينشيا (临夏教育促进会)، وأصبح رئيسًا لها.
أشرف على شؤون التعليم في أربع مقاطعات: لينشيا، يونغجينغ، خهتشنغ، نينغدينغ.
خصص ميزانية مقدارها 20 ألف يوان لدعم التعليم الحديث.
ألغى الكتاتيب التقليدية (私塾) لصالح نظام المدارس الحديثة.
قدّم أرضًا مساحتها 20 مو (حوالي 20 فدانًا) لتأسيس قاعدة تعليمية في لينشيا.
كرّم المعلمين المتميزين، مثل مدير مدرسة "تايتسي" تشي هوتزه، ومنحه لوحًا مذهبًا كتشجيع.
حصل على لوحة شرف من حكومة قانسو بعنوان "محب للتعليم" (热爱教育). 

## إنجازاته الإدارية
عام 1937، ألغيت قيادة الحاميات وحلّت محلها مكاتب المفتشين الإداريين، فعُيّن ما ويليانغ المفتش الإداري للمنطقة الخامسة (临夏)兼 وقائد قوات الأمن، وأبرز إنجازاته خلال ولايته:
إنشاء لجنة لمكافحة الأفيون، ومنع زراعته وتعاطيه.
إصدار قوانين لمحاربة القمار.
القضاء على بقايا نظام الطوسيات المحلي (土司制度).
تعبيد الطرق الوعرة.
تحسين نظام التعليم ودعم تعليم الفتيات.
وضع على رؤوس العصابات وقطاع الطرق مكافأة للقبض عليهم أحياء أموات.

## علاقاته
كان بهاء الدين صديق حاكم تشينغهاي ما تشي، والمعلم العسكري لابنه مابوفانغ (马步芳)، والتقى بالملك عبد العزيز آل سعود حين حجَّ برفقة ما لين وساهمت هذه العلاقة بشكل كبير في حصول ابنه شمس الدين ومابوفانغ -ابن أخ ما لين- على الجنسية السعودية بأمر من الملك سعود حين هاجروا بعد خسارتهم أمام الحزب الشيوعي باعتبارهم لاجئين سياسيين عام 1949، ومن هذا الحج حمل بهاء الدين وما لين مع حاشيته الفكر السلفي (الوهابي).

## وفاته
في عام 1939م نفذ بهاء الدين حملة اعتقالات في يونغتشونغ 麻家寺، حيث أُعدم 6 أشخاص بتهمة التواطؤ مع قطاع طرق، ما أثار استياء واسعًا.
في يونيو 1940، أمر بهدم مسجد للصوفية في دونغشيانغ، ما زاد من حدة التوترات.
وفي 29 يونيو 1940،م أثناء أدائه صلاة الفجر في أحد مساجد دونغشيانغ، تربصت به الصوفية والعصابات حتى سجد ثم تعرّض للطعن هو وأخاه عبد الرحمن وابن أخيه ما هاي رو حتى الموت.
أدى اغتياله إلى اضطرابات كبيرة، وغضب ما بوفانغ لما سمع بالخبر فأرسل فرقته لقمع المتمردين، ما أسفر عن مجزرة مسجد وانغ التي خلّفت مئات القتلى والجرحى، وتركت وفاته فراغًا إداريًا في لينشيا، وأحداث اغتياله ما زالت تُذكر في تاريخ المسلمين الصينيين كجزء من التوترات بين السلطات والجماهير المحلية. 

## أسرته

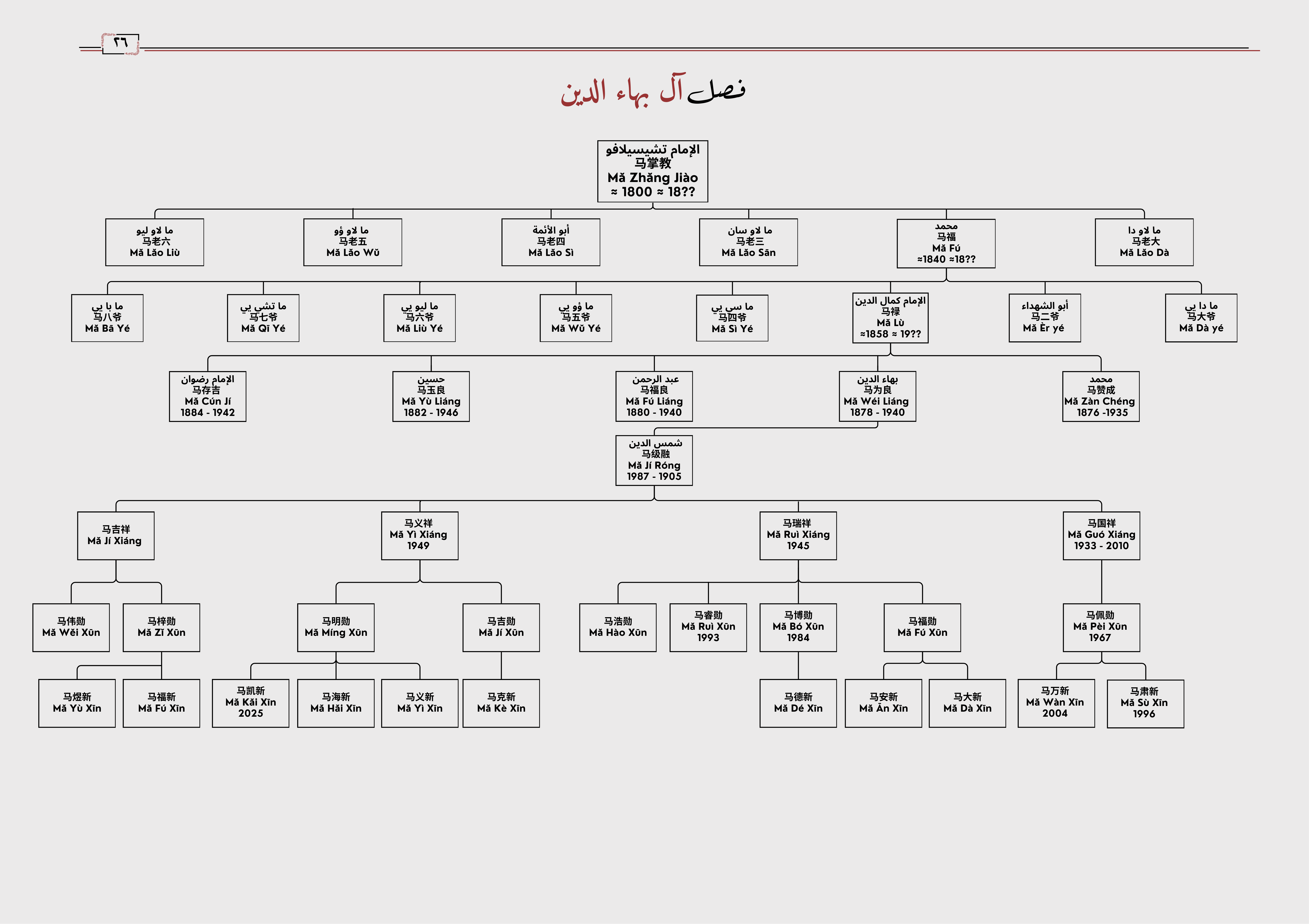
شجرة النسب.

### الوالدين
الوالد: كمال الدين (بالصينية: 马禄؛ بالحروف اللاتينية: Mǎ Lù)
الوالدة: ابنة الإمام عبد الله وانغ.

### الإخوة
الأخ الأكبر:
محمد (بالصينية: 马赞成؛ بالحروف اللاتينية: Mǎ Zàn Chéng).
الإخوة الصغار:
عبد الرحمن (بالصينية: 马福良؛ بالحروف اللاتينية: Mǎ Fú Liáng).
حسين (بالصينية: 马玉良؛ بالحروف اللاتينية: Mǎ Yù Liáng).
الإمام رضوان (بالصينية: 马存吉؛ بالحروف اللاتينية: Mǎ Cún Jí).

### الأبناء
شمس الدين (بالصينية: 马继融؛ بالحروف اللاتينية: Mǎ Jì Róng).

#### الذرية
استقرت جميع ذريته في المملكة العربية السعودية وهم آل ميشه، وهو تعريب للقبه الصيني: مِيشانْ (Méi Shān - 眉山)